# Pioneer 4
La Pioneer 4 fou una sonda espacial no tripulada del programa Pioneer de la NASA, llançada el març de 1959 amb l'objectiu de realitzar un sobrevol de la Lluna i entrar en òrbita heliocèntrica. La sonda assolí els objectius previstos i es convertí, així, en la primera sonda dels Estats Units en escapar de la gravetat de la Terra. Seguia en òrbita heliocèntrica el 1969, últim moment en què es pogué contactar.

## La missió
Després d'un llançament sense problemes el 3 de març de 1959 a les 17:11 UT, la Pioneer 4 assolí el seu objectiu primari: una trajectòria Terra-Lluna, retornà dades sobre radiació i constituí un valuós experiment sobre seguiment de vehicles espacials. La sonda passà a 60.000 km de la superfície lunar (sobre el punt 7,2° E – 5,7° S) el 4 de març de 1959 a les 22:25 UT i a una velocitat de 7.230 km/h. La distància no fou suficient per activar el sensor fotoelèctric. La sonda seguí transmetent dades sobre radiació durant 82 hores, fins a una distància de 658.000 km 1 i entrà en una òrbita heliocèntrica, passant pel periheli el 18 de març de 1959 a les 01:00 UT. Se la va poder seguir fins a l'any 1969, en què encara seguia en la seva òrbita heliocèntrica.

## Disseny de la sonda
La Pioneer 4, igual que la Pioneer 3, era una sonda en forma de con, de 51 cm d'altura i 23 cm de diàmetre a la seva base. El con estava fabricat de fibra de vidre, recobert d'una capa fina d'or, per fer-lo conductor, i pintat de bandes de color blanc per poder mantenir la temperatura entre 10 i 50 °C. A la punta disposava d'una petita antena i a la base es trobaven les bateries de mercuri i un sensor fotoelèctric, pensat per activar-se al passar a menys de 30.000 km de la Lluna. Al centre del con hi havia una font d'alimentació elèctrica i dos tubs Geiger-Müller.
Es va dissenyar un nou sistema de ràdio anomenat Trac (E) Tracking And Communication (Extraterrestrial) . Trac (E) que era una part integral del Complex de comunicacions espacials de Goldstone Deep Space